# 銘顕文化事業
銘顕文化事業有限会社（みんしぇんぶんかじぎょう）は、台湾台中市の出版社。
2002年4月1日創業。

## 概要

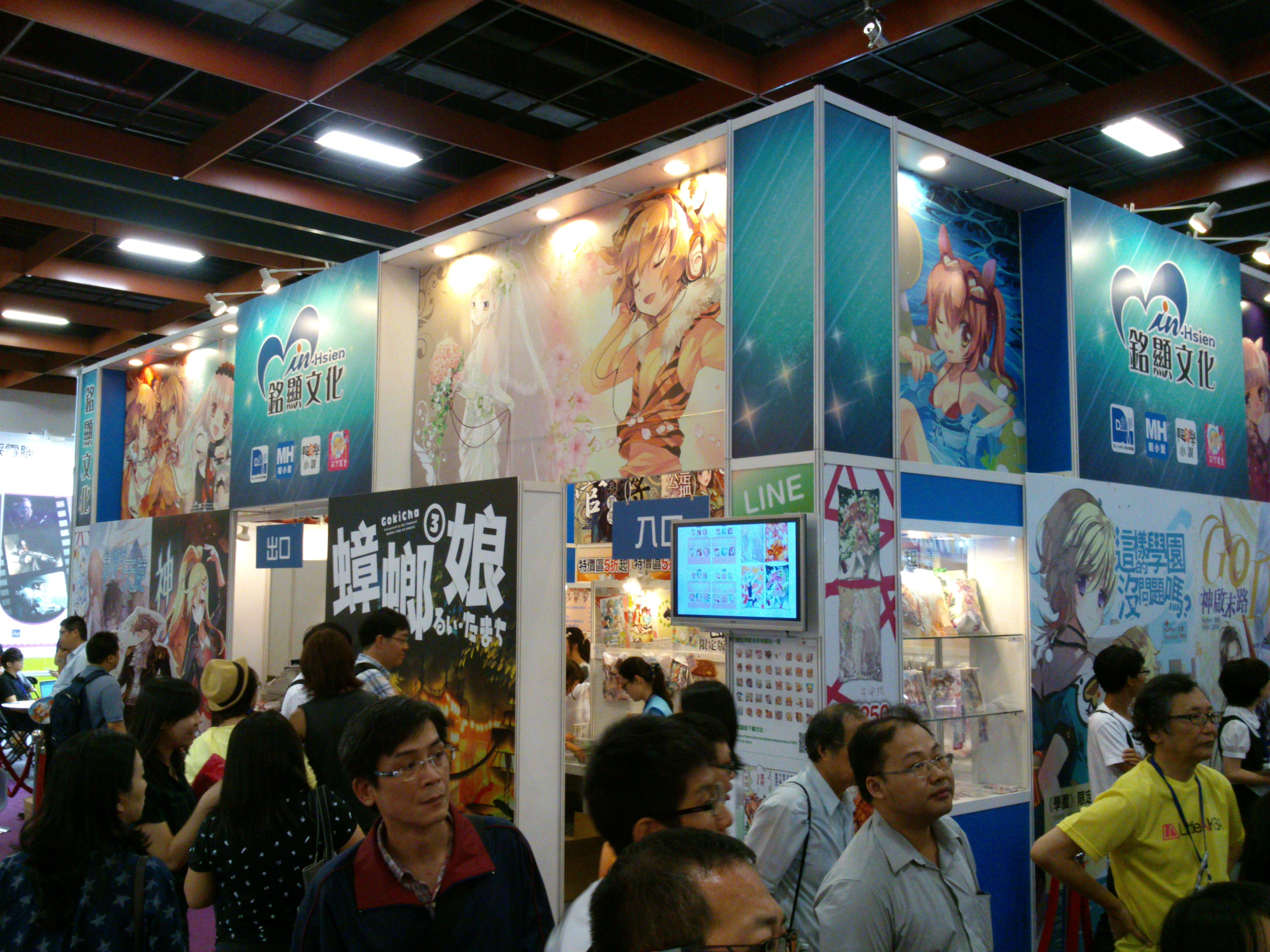
2015年（第16屆）漫畫博覽會的銘顯文化攤位

社員数20名弱（2012年現在）の小規模総合出版社だが、独自の編集部を持ち、台湾の同人コスプレ総合情報誌『DREAM創夢』、ライトノベルなどを刊行。また、台湾・香港の創作系同人作家やイラストレーターの発掘・デビュー支援・オンライン小説投稿サイト、ネット販売サイトの運営なども行っている。
日本の出版物を中国語繁体字に翻訳して台湾にて出版（販売地域は台湾と香港）。ライトノベル（なごみ文庫、MF文庫Jの作品など）、ムック、雑学本、コンピュータゲームの攻略本やを刊行している他「もえたん」シリーズを始めとする萌え本も多数刊行している。